# Mansfield (Washington)
Mansfield és una població dels Estats Units a l'estat de Washington. Segons el cens del 2000 tenia 319 habitants.

## Demografia
Segons el cens del 2000, Mansfield tenia 319 habitants, 148 habitatges, i 95 famílies. La densitat de població era de 397,3 habitants per km².
Dels 148 habitatges en un 25% hi vivien nens de menys de 18 anys, en un 54,1% hi vivien parelles casades, en un 6,8% dones solteres, i en un 35,8% no eren unitats familiars. En el 30,4% dels habitatges hi vivien persones soles el 14,9% de les quals corresponia a persones de 65 anys o més que vivien soles. El nombre mitjà de persones vivint en cada habitatge era de 2,16 i el nombre mitjà de persones que vivien en cada família era de 2,63.
Per edats la població es repartia de la següent manera: un 21,9% tenia menys de 18 anys, un 5,6% entre 18 i 24, un 24,5% entre 25 i 44, un 26% de 45 a 60 i un 21,9% 65 anys o més.
L'edat mediana era de 44 anys. Per cada 100 dones de 18 o més anys hi havia 87,2 homes.
La renda mediana per habitatge era de 28.750 $ i la renda mediana per família de 42.500 $. Els homes tenien una renda mediana de 38.125 $ mentre que les dones 21.667 $. La renda per capita de la població era de 17.368 $. Aproximadament el 13,3% de les famílies i el 17,1% de la població estaven per davall del llindar de pobresa.

## Poblacions més properes
El següent diagrama mostra les poblacions més properes.